# Chetone intersecta
Chetone intersecta là một loài bướm đêm thuộc phân họ Arctiinae, họ Erebidae.